# De Volkskrant
de Volkskrant (pronunție în neerlandeză [də ˈvɔl(ə)kskrɑnt]; în română Ziarul poporului) este un ziar cotidian neerlandez. El a fost fondat în 1919 și are în prezent un tiraj de aproximativ 250.000 de exemplare la nivel national. Anterior o publicație catolică de centru-stânga, de Volkskrant are astăzi un format de tabloid. Philippe Remarque este actualul redactor-șef.

## Istoria și profilul

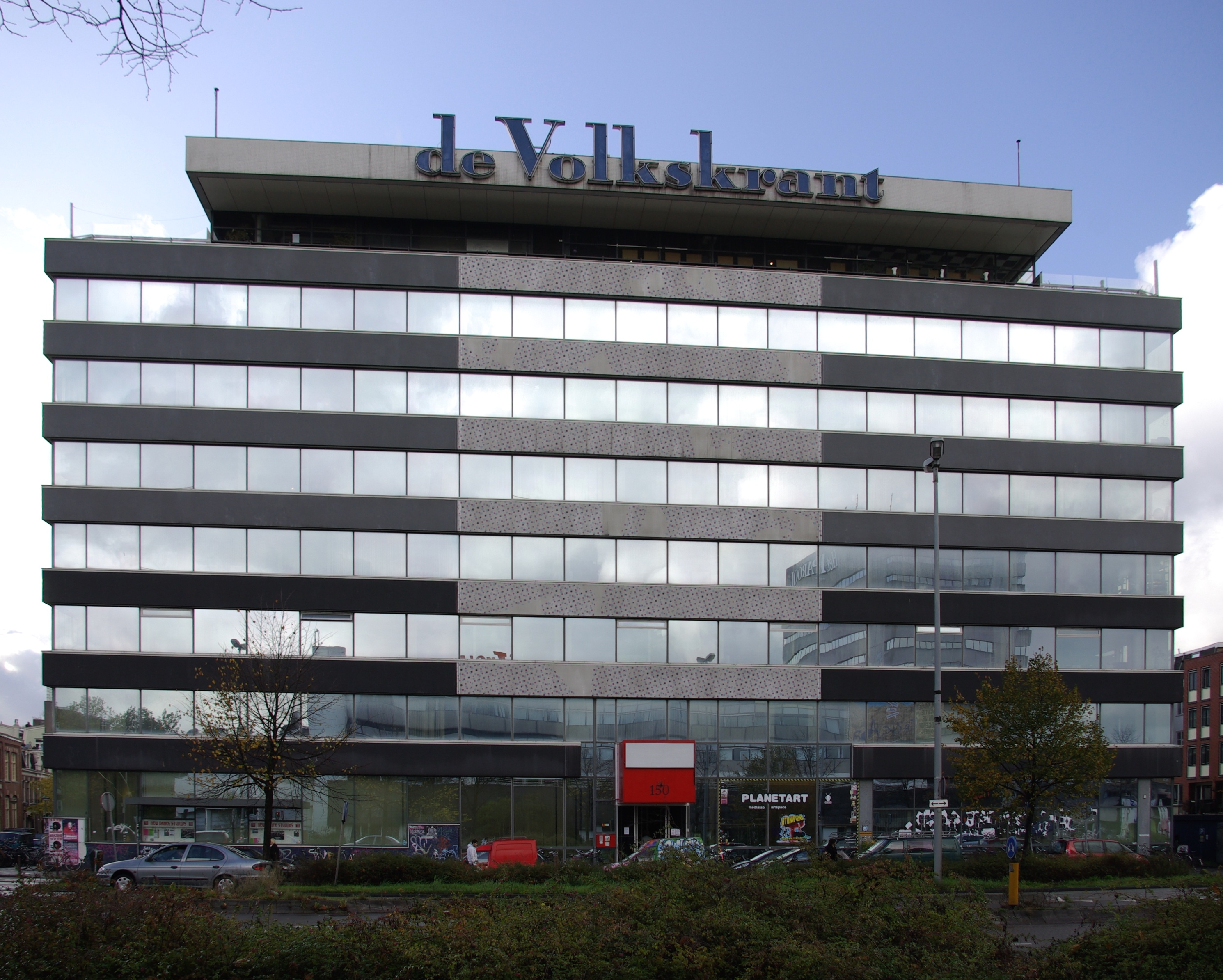
Fostul sediu din Amsterdam

De Volkskrant a fost fondat în 1919 și a fost din 1921 un ziar cotidian de dimineață. Inițial de Volkskrant a fost un ziar romano-catolic apropiat de Partidul Popular Catolic și de segmentul catolic al populației neerlandeze. Ziarul și-a încetat temporar apariția în 1941.
Odată cu reînființarea sa în 1945, ziarul și-a mutat sediul de la Den Bosch la Amsterdam. A devenit un ziar de stânga în anii 1960. Poziția sa clară de stânga s-a atenuat începând din 1980. Pe 23 august 2006 Volkskrant a publicat cel de-al 25.000 număr.
În 2013, de Volkskrant a fost distins cu premiul Ziarul European al Anului în categoria ziarelor cu acoperire națională.

## Proprietari
De Volkskrant a fost editat de PCM Uitgevers N.V., o companie care deținea, de asemenea, și publicațiile NRC Handelsblad, Algemeen Dagblad și Trouw. Până la 1 ianuarie 2003 ziarul Het Parool a făcut parte și el din grupul PCM Uitgevers .
În 2009 compania PCM Uitgevers a fost preluată de De Persgroep, o companie editorială belgiană.

## Ziar gratuit
În octombrie 2006, Volkskrant și-a anunțat intenția de a începe să publice o versiune gratuită a ziarului adresată tinerilor. Concurenții săi erau Metro și Sp!ts, alte două cotidiene gratuite. Cu toate acestea PCM nu și-a dat acordul pentru acest proiect, așa că a trebuit să fie retras. În schimb, PCM a intenționat să scoată un ziar gratuit împreună cu investitorul Marcel Boekhoorn, deși PCM s-a retras mai târziu  din proiect și Boekhoorn a început să editeze cotidianul gratuit De Pers, folosindu-și proprii bani. Un an mai târziu, PCM a scos propriul ziar gratuit DAG, care a avut o viață scurtă și a devenit ziar online după încă un an.

## Tiraj
În 2001 tirajul ziarului De Volkskrant era de 335.000 de exemplare. Tirajul zilnic al ziarului a fost de 326.000 de exemplare în 2002, scăzând la circa 235.000 de exemplare în 2011, ceea ce-l face să fie, totuși, al treilea cel mai mare ziar din Țările de Jos, după De Telegraaf și Algemeen Dagblad. Tirajul total în anul 2002 a fost de 4,9 milioane de exemplare (4,2 milioane plătite și 0,7 milioane gratuite). Ziarul a pierdut de atunci tot mai mulți cititori, sub conducerea editorială a lui Pieter Broertjes, care a demisionat după 20 de ani de activitate în anul 2010.